# آستین (استرالیای غربی)
آستین (به انگلیسی: Austin) شهرکی خالی شده از سکنه در منطقه مورچیسان، استرالیای غربی است. این شهرک در جنوب شهرک کیو، در جزیره ای در لیک آستین قرار گرفته‌است. نام این شهرک از مکتشف اروپایی آن، آلبرت آستین گرفته شده‌است. این شهرک در سال ۱۸۹۵ تأسیس شد.